# Zbijów Mały
Zbijów Mały [ˈzbijuf ˈmawɨ] est un village polonais de la gmina de Mirów, du powiat de Szydłowiec et dans la voïvodie de Mazovie dans le centre-est de la Pologne.
Il se situe à environ 15 kilomètres au sud-est de Szydłowiec et à 117 kilomètres au sud de Varsovie.